# 吾如仪
吾如仪（1930年12月9日—2020年9月1日），号无弦，浙江衢州人，中国体育宣传工作者、书画家、诗人。中国美术家协会会员、中国书法家协会会员、中华诗词学会会员。

## 生平
1930年生于江苏南通。籍贯浙江衢州。曾长期在国家体委工作，历任政策研究室主任、宣传司司长、发言人等职。同时还担任过中华全国体育总会常务委员兼副秘书长、中国射箭协会主席、中国武术协会副主席、中国体育美术促进会会长。1990年代初负责组织第二届、第三届全国体育美术展览。曾获国家体委授予的“新中国体育开拓者”称号和“中华人民共和国体育工作贡献章”。2019年，获“庆祝中华人民共和国成立70周年纪念章”。
除了体育工作，他还热爱书画，擅长彩墨山水花卉画和章草行草书法。曾是近代书法家郑诵先的入室弟子。2015年，创建北京章草文化艺术院并担任院长。2018年10月，他将自己的书画作品及收藏品无偿捐赠给衢州市博物馆，专设“吾如仪艺术馆”长期陈列。2019年1月，获第七届“最美衢州人”特别荣誉奖。
2020年9月1日12时55分在北京同仁医院逝世。

## 出版物
- 吾如仪. . 成都: 成都时代出版社. 2019. ISBN 9787546423944.
- 吾如仪. . 北京: 北京体育大学出版社. 2011. ISBN 9787900708410.
- 吾如仪. . 北京: 北京体育大学出版社. 1994. ISBN 7810039237.